# Via Ostiensis
Via Ostiensis je římská silnice. Měří přibližně 30 km a spojovala Řím s přístavem Ostia Antica na pobřeží Tyrhénského moře. Patří k nejstarším a nejvýznamnějším římským silnicím, může pocházet již ze 7. století př. n. l. Začínala na Forum Boarium, vedla pod Aventinem a po levém břehu Tibery. Řím opouštěla branou Porta Trigemina a směřovala na Acilii. Po vybudování Aurelianovy hradby byla přeložena a procházela branou Porta Ostiensis, která po přijetí křesťanství získala název podle Pavla z Tarsu. U osady Vicus Alexandri z ní odbočovala Via Laurentina směřující na jih do Laurenta. Významný most vedl přes řeku Almone, která ve starověku ještě nebyla svedena do podzemí. Cestu spravovali equites.
Ve středověku význam cesty poklesl a zastínila ji Via Portuensis. V šestnáctém století ji popisoval Michel de Montaigne a zmínil se o zachovaném původním dláždění. V devatenáctém století byla vybudována nová silnice a podél ní vznikla římská čtvrť nazvaná Ostiense.
U cesty se nachází bazilika svatého Pavla za hradbami, Cestiova pyramida, hrob svatého Timotea a Comodilliny katakomby. Za římskými hradbami bylo nalezeno množství římských vil a nekropolí. Ve starověké bráně Porta San Paolo bylo v roce 1954 zřízeno muzeum věnované historii silnice s cennými archeologickými sbírkami.